# Hoofdplaat
Hoofdplaat es una localidad del municipio de Esclusa, en la provincia de Zelanda (Países Bajos). Está situada a la orilla oeste del río Escalda, unos 7 km al este de Breskens.
Hasta 1970 tuvo municipio propio.